# Sidney Beckerman
Pour les articles homonymes, voir Beckerman.
Sidney Beckerman, né le 26 novembre 1920 à Brooklyn (New York) et mort le 27 février 2008 (87 ans) à Los Angeles en Californie, est un producteur de cinéma américain.
Il est connu pour la production de films tels que La Valse des truands et Dernier été en 1969, De l'or pour les braves (1970), Marathon Man (1976), Blood Beach (1980), L'Aube rouge (1984), Les Aventures de Buckaroo Banzaï à travers la 8e dimension (1984), Le sicilien (1987), ou encore Inside Out (1986).